# Parafia Wszystkich Świętych w Wieprzu
Parafia pod wezwaniem Wszystkich Świętych w Wieprzu – parafia rzymskokatolicka znajdująca się w Wieprzu. Należy do dekanatu Andrychów diecezji bielsko-żywieckiej. Według podań i tradycji początki jej istnienia sięgają XIII wieku.

## Historia
Została wzmiankowana po raz pierwszy w spisie świętopietrza parafii dekanatu Zator diecezji krakowskiej z 1326 pod nazwą Vepres. Następnie w kolejnych spisach świętopietrza z lat 1346–1358 jako Weprz.
- 1440 – Jan Długosz wspomina o parafii Wieprz w swej kronice
- 1729 – wybudowanie dzwonnicy i umieszczenie dzwonów
- 1785 – włączenie parafii do nowo utworzonej diecezji tarnowskiej i dekanatu Wadowice
- 1806 – założenie nowego cmentarza
- 1875 – rozpoczęcie budowy nowego kościoła
- 1890 – 28 października, pierwsza msza święta w nowej świątyni
- 1891 – rozebranie starego kościoła i wybudowanie pamiątkowej kaplicy
- 1897 – ufundowanie ołtarza głównego wraz z obrazem Wszystkich Świętych
- 1899 – 17 maja, uroczysta konsekracja kościoła przez ks. bp. Jana Puzynę
- 1904 – instalacja w świątyni płaskorzeźb stacji Męki Pańskiej
- 1908 – zmiana gontowego pokrycia dachu na dachówkę
- 1909 – ufundowanie ołtarza dla obrazu św. Anny przeniesionego ze starego kościoła, zakupienie organów na 14 registrów
- 1916 – z polecenia rządu austriackiego zdjęto z wieży wielki dzwon Florian i przetopiono na armaty
- 1938 – 19 maja, poświęcenie plebanii przez ks. bp. Adama Stefana Sapiehę
- 1944 – 28 stycznia, wysiedlenie z plebanii ks. proboszcza Gustawa Sadowskiego przez Niemców, zniszczenie ornatów, sztandarów, zabranie dzwonów
- 1945 – 28 stycznia, powrót ks. Gustawa Sadowskiego na plebanię
- 1949 – instalacja trzech nowych dzwonów na wieży kościelnej
- 1959 – wizytacja parafii przez ks. bp. Karola Wojtyłę
- 1960 – wizyta ks. bp. Karola Wojtyły z okazji 50-lecia kapłaństwa ks. proboszcza Gustawa Sadowskiego
- 1968 – Nawiedzenie parafii przez wizerunek Jasnogórskiej Maryi
- 1987 – 18 października, rozpoczęcie nawiedzenia rodzin parafii przez dwie kopie Obrazu Jasnogórskiego, zakończone 5 XII 1988
- 1990 – 12 maja, poświęcenie kaplicy przez ks. kardynała Franciszka Macharskiego
- 1992 – 25 marca, włączenie parafii do nowo utworzonej diecezji bielsko-żywieckiej
- 2001 – 19 października uroczyste obchody Jubileuszu 800-lecia parafii z udziałem ks. bp. Tadeusza Rakoczego